# TV Mundo
TV Mundo es un canal de televisión abierta peruano, con estudios y plantas transmisoras ubicadas en Cusco y Arequipa. Emite para la región sur del país y posee programación diferente para las dos ciudades.

## Historia
La empresa nace en 1984 con la salida al aire de Radio Mundo 870 AM en la ciudad de Cusco, fue fundada por Valentino Olivera y su esposa, Leonor Mogrovejo.
14 años después, en 1998 dan el salto a la televisión a través del canal 21 UHF de la ciudad, convirtiéndose en la primera televisora cusqueña que emitió su señal en la banda UHF.
El 25 de marzo de 2006, el canal es lanzado en Arequipa en el canal 53 UHF, bajo el mando de los hermanos Saúl y Freddy Lozano Benique, junto a las periodistas Karol Navarro Málaga y Miluska Olivera Mogrovejo, esta última hija de los fundadores. Esta estación cuenta con una programación distinta a la de la estación en Cusco.
A inicios de 2017, de acuerdo a la Resolución Ministerial Nº 150-2010-MTC/03 que modifica el Plan Nacional de Atribución de Frecuencias y en el marco de la liberación de la banda de 700 MHz para su uso en telefonía móvil, la filial TV Mundo de Arequipa dejó de emitir en el canal 53 tras 11 años y migró al canal 31, por el cual emitió su señal analógica hasta el año 2018.

## Señal en TDT
La filial Arequipa fue la primera que inició sus transmisiones en la televisión digital terrestre.
A inicios de 2017, a través de su gerente general Freddy Lozano, TV Mundo adquirió las licencias para TV en Arequipa en los canales 31 en analógico y 38 en TDT a Radio HG AM S.R.L., propietaria de Radio Santa Mónica de Cusco y la cual les arrendaba las señales desde sus inicios en 2006, esto conforme a la Resolución Viceministerial 505-2017-MTC/03.
En junio del mismo año, TV Mundo anunció que el canal iba a emitirse por TDT en el canal 38.1.
El 26 de agosto de 2017 iniciaron las pruebas de TV Mundo en la TDT con 3 subcanales; 38.1 en HD, 38.2 en resolución estándar y 38.3 en 1seg, empleando un transmisor Toshiba Serie GT. El canal estuvo al aire por solo 2 días.
El 13 de diciembre de 2017, TV Mundo resumió sus emisiones por televisión digital terrestre, convirtiéndose en el primer canal de contenidos producidos en Arequipa en transmitir en esta plataforma.
El 3 de enero de 2018, el canal empezó emitir el noticiero TV Mundo Noticias en HD. Además, eliminó los subcanales 38.2 y 38.3 para solamente emitir en el 38.1 en alta definición.
En marzo del 2022, la señal digital en Arequipa se trasladó al canal virtual 10.1 antes ocupado por el canal Visión Sur, manteniéndose en la frecuencia física 38 UHF.
En la ciudad de Cusco se lanzó la señal digital el 18 de mayo del 2023 en modalidad de transición directa por el canal 21.1, por lo que al mismo tiempo las transmisiones analógicas han cesado de manera definitiva. Este cambio tecnológico se dio en el marco de las celebraciones por sus 25 años de emisiones ininterrumpidas.

## Alianzas
TV Mundo está afiliada a la Asociación de Comunicadores Sociales TV Cultura - Red TV, pudiendo compartir sus contenidos con otras televisoras provincianas del país, especialmente noticias para el espacio Enlace Nacional; además es miembro de la Asociación de Medios de Arequipa.